# Le Genou d'Ahed
Pour plus de détails, voir Fiche technique et Distribution.
Le Genou d'Ahed est un film franco-germano-israélien réalisé par Nadav Lapid et sorti en 2021.
Le film a été inspiré par l’histoire de la militante palestinienne Ahed Tamimi.

## Synopsis
Y., un metteur en scène de cinéma israélien, fait le casting de son nouveau film centré autour du personnage d'Ahed Tamimi. Il accepte d'aller présenter l'un de ses anciens films à Sapir (en), un petit village du désert de l'Arabah. Mais sa prestation ne lui sera payée, lui annonce Yahalom, jeune fonctionnaire au ministère de la Culture, que s'il accepte de signer un certain formulaire, pour le moins problématique.
Pour ne rien arranger, la mère du cinéaste se meurt d'un cancer.

## Fiche technique
- Titre français : Le Genou d'Ahed
- Réalisation et scénario : Nadav Lapid
- Assistant réalisateur : Jean-Baptiste Pouilloux
- Chanson : Lovely Day de Bill Withers et Skip Scarborough, interprétée par Bill Withers
- Décors : Pascale Consigny, Omri Yekutieli
- Costumes : Khadija Zeggaï
- Photographie : Shai Goldman
- Son : Aviv Aldena
- Sociétés de production : Les Films du bal, Komplizen Film, Pie Films
- Sociétés de distribution :
  -  Israël : United King Film
  -  France : Pyramide Distribution
- Pays de production :  France /  Allemagne /  Israël
- Format : couleur
- Durée : 109 minutes
- Dates de sortie :
  - France : 7 juillet 2021 (Festival de Cannes) ; 15 septembre 2021 (sortie nationale)
  - Israël : 15 juillet 2021[1]

## Distribution
- Nur Fibak : Yahalom
- Avshalom Pollak : Y.
- Yehonatan Vilozni : le sergent
- Amit Shoshani : le soldat apeuré
- Naama Preis : la directrice de casting
- Netta Roth : la jeune actrice
- Yonathan Kugler : Y. jeune
- Tzufit Lazara : la directrice du centre culturel

## Sortie
Le film a été sélectionné pour concourir pour la Palme d’Or au Festival de Cannes 2021, il a été présenté en première le 7 juillet 2021 au festival (voir § Distinction/Récompense ci-après). Il a également été sélectionné dans la section « Icon » du 26e Festival international du film de Busan et a été projeté au festival en octobre 2021. Il a été invité dans la section Soul of Asia du 52e Festival international du film d'Inde pour une projection en novembre 2021.

### Accueil critique
En France, le site Allociné recense une moyenne des critiques presse de 3,4/5.

## Distinction

### Récompense
- Festival de Cannes 2021 : Prix du jury (ex-æquo avec Memoria de Apichatpong Weerasethakul)[5]